# Ambia leucochrysa
Ambia leucochrysa là một loài bướm đêm trong họ Crambidae.